# Alfred de Soubeyran
Pour les articles homonymes, voir Soubeyran.
Alfred de Soubeyran (né Louis Joseph Alfred Soubeiran le 6 juillet 1855 à Tournon-sur-Rhône en Ardèche et mort le 23 mars 1936) est un ingénieur du corps des mines, professeur puis directeur à l'Institut industriel du Nord (École centrale de Lille). Il a publié une étude très détaillée concernant la partie située dans le Pas-de-Calais du bassin minier du Nord-Pas-de-Calais. Il a également été ingénieur puis administrateur dans certaines de ces sociétés minières du nord de la France.

## Biographie
Louis Joseph Alfred Soubeiran, dit Alfred Soubeiran ou Alfred de Soubeyran, est né le 6 juillet 1855 à Tournon-sur-Rhône en Ardèche de Charles Léon Soubeiran, avoué, et de Marie Louise Suffet. Son nom est parfois orthographié « Soubeyrand », « Soubeyran », voire « de Soubeyran ».

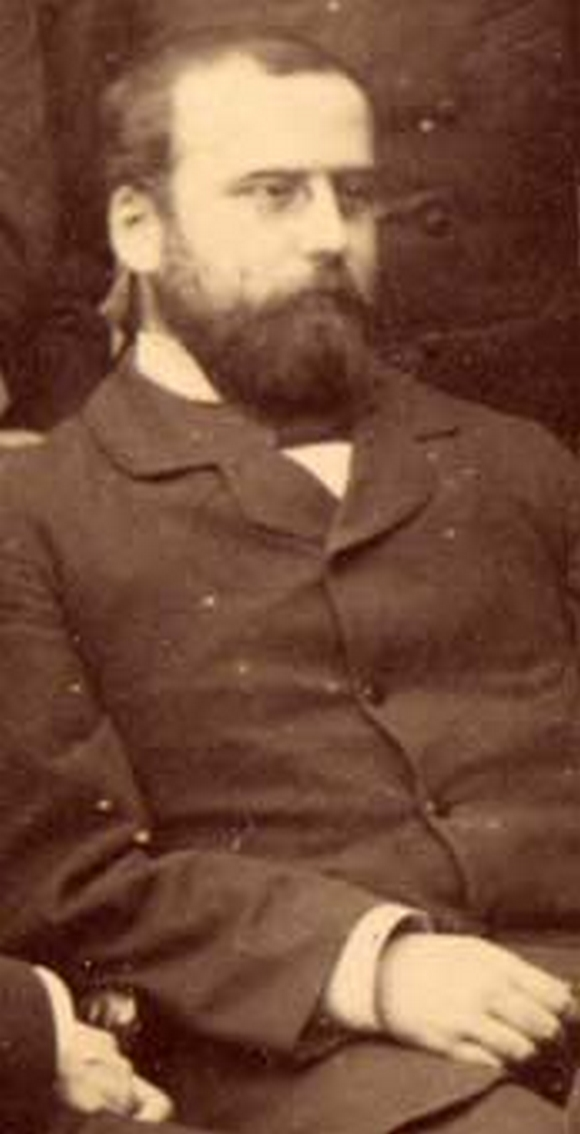
Alfred Soubeiran, élève de l'École des Mines de Paris.

### Études
Ancien élève de l'École polytechnique, il est initialement admis dans la promotion 1873, mais démissionne le 14 novembre 1874. Il est réadmis dans la promotion 1875 où il entre premier et en ressort classé second parmi 254 élèves. Il entre ensuite à l'École des mines de Paris où il fait partie de la promotion 1878. Il fait ensuite partie du Corps des mines.

### Carrière
Alfred de Soubeyran est tout d'abord attaché au secrétariat du Conseil général des Mines et, en octobre 1882, il est affecté au sous-arrondissement minéralogique de Valenciennes, puis, en juin 1883, envoyé à Arras. En 1885, il est nommé à Lille et autorisé à accepter en même temps le poste de sous-directeur de l'Institut Industriel. Il succède à Albert Olry comme sous-directeur et inspecteur des études de l'Institut industriel du Nord, où il enseigne par ailleurs la mécanique. Il en devient directeur de 1886 à décembre 1891. Son successeur pour l'enseignement du cours des machines à l'Institut Industriel du Nord est l'ingénieur du Corps des mines Paul Chapuy de 1890 à 1897.
En 1892, il devient ingénieur conseil des compagnies minières de Bruay et de l'Escarpelle, ainsi que des Houillères de Blanzy. Dans les années suivantes, il devient administrateur de plusieurs sociétés minières : de Ligny-les-Aire, de Bruay, et des Houillères du Nord d'Alais. Il devient ensuite administrateur des Mines de Campagnac. En 1908, il démissionne de l'administration et termine ainsi sa carrière administrative comme ingénieur en chef des mines. Il succède à Clément de Castelnau comme administrateur de la Compagnie des Mines de la Grand’Combe et des chemins de fer du Gard.
La période de 1892 à 1914 marque l'apogée de la carrière industrielle d'Alfred Soubeiran. La première partie de son très important travail sur la topographie souterraine du bassin houiller du Pas-de-Calais concerne les concessions de l'est de ce bassin : Courcelles-lez-Lens, Dourges, Drocourt, Courrières, Ostricourt, Carvin, Annœullin, Meurchin, Douvrin et Lens, et la suite de Lens. En 1898 paraît la deuxième partie relative aux concessions de l'ouest : Liévin, Grenay, Nœux, Vendin, Bruay, Marles, Camblain-Châtelain, Cauchy-à-la-Tour, Ferfay, Auchy-au-Bois et Fléchinelle. Ce travail très précis et très documenté a valu à Alfred Soubeiran d'être nommé ingénieur en chef à dater du 1er mai 1898 et deux ans plus tard, il reçoit un « grand prix » à l'occasion de l'Exposition universelle de 1900. Enfin, en 1901, il est nommé chevalier de la Légion d'honneur et promu officier au commencement de 1914.
Louis de Launay indique qu'Alfred Soubeiran est entré dans les Mines de la Grand’Combe comme ingénieur-délégué en 1907, puis il est devenu administrateur-délégué de 1909 à 1913, enfin, à partir de 1913, comme il n'a pas voulu rester administrateur, il est devenu, jusqu'en 1935, ingénieur-conseil. Il est réputé y avoir une « grande compétence doublée d'une extrême finesse et d'un sens critique très développé », et être soucieux du bien-être physique et moral des ouvriers.
Alfred de Soubeyran a été ingénieur-conseil auprès de la Compagnie des mines de Bruay du 1er mai 1889 au 31 décembre 1932, pendant près de 44 ans, et administrateur pendant 19 ans.

### Mort
Alfred de Soubeyran meurt en 1936.